# Vorling
Der Vorling (auch als Vorll (von Furchenlänge), Vörling oder Förling genannt) war ein norddeutsches Acker- und Flächenmaß und entsprach einem halben Morgen. Grundlage war ein Morgen Acker von 120 Geviertruten oder 24.653 Pariser Geviertfuß, was 2621,0097 Quadratmeter oder 26,21 Aren (franz.) entsprach (mit Berücksichtigung der Reform der Maße und Gewichte vom 19. August 1836 für das Königreich Hannover).
- 1 Vorling = ½ Morgen
- 1 Vorling = 60 Geviertruten = 12.326,5 Pariser Geviertfuß = 1300 Quadratmeter[5]
- 1 Feldmorgen hat 2 Vorling = 120 Quadratruthen = 25,0158 Aren[6]

Auch in Braunschweig benutzte man die Maße und es waren
- 1 Vorling = 60 Quadratruten = ½ Feldmorgen[7]